# NGC 1244
NGC 1244 (другие обозначения — ESO 82-8, AM 0305-665, IRAS03058-6657, PGC 11659) — спиральная галактика в созвездии Часы. Открыта Джоном Гершелем в 1834 году, но возможно, что галактику в 1826 году наблюдал Джеймс Данлоп. Описание Дрейера: «тусклый, маленький, заметно вытянутый объект, более яркий в середине». NGC 1244 имеет небольшую галактику-спутник, с которой она взаимодействует достаточно слабо.
Галактика наблюдается с ребра и в ней заметно искривление тонкого диска. Оно вероятно вызвано гравитационным взаимодействием галактики в группе.
Этот объект входит в число перечисленных в оригинальной редакции «Нового общего каталога».